# Alonso de León
Alonso de León (ca. 1639 - 20 mars 1691), fut le plus jeune des explorateurs Nouvelle-Espagne puis gouverneur de Coahuila. Troisième enfant de Alonso de León et Josefa González, il est né à Cadereyta, Nuevo Reino de León, en 1639 ou 1640.

## Carrière militaire
À l'âge de dix ans, il est envoyé en Espagne dans une école navale. Il rejoint la marine espagnole en 1657, mais son service en tant que cadet est bref, il rentre en Nuevo León vers 1660.

## Explorateur
Au cours des deux décennies suivantes, il conduit une série d'explorations à travers la côte nord-est de la Nouvelle-Espagne ainsi que sur les berges du Río de San Juan. Dans les années 1680 De León est devenu un explorateur chevronné et un entrepreneur accompli. En 1682, il écrit au Vice-roi de Nouvelle-Espagne, Tomás Antonio de la Cerda, afin d'obtenir une concession sur les gisements de sel le long du Río de San Juan, le droit de commercer avec les colonies voisines et la recherche de mines. Ces demandes aboutissent et une concession de quinze années lui est accordée.

## À la recherche des Français
Vers le milieu des années 1680, des nouvelles indiquent que des Français ont établi une colonie sur la côte nord du Golfe du Mexique, logiquement, De León décide de diriger les opérations de recherche visant à trouver les intrus et y extirper leur colonie. Il mène en tout quatre expéditions entre 1686 et 1689. Ses premières reconnaissances suivent le Río de San Juan jusqu'à son confluent avec le Río Grande. Après avoir atteint le fleuve, Don Alonso suit la rive droite jusqu'à la côte puis part vers le sud jusqu'au Río de las Palmas (aujourd'hui Río Soto La Marina). Ces efforts n'amènent aucune preuve que des Français aient visité la région.

## Gouverneur
En 1687 De Léon est nommé gouverneur de Coahuila y Tejas. Cette même année, en février, il lance sa seconde expédition. Cette fois il suit la rive gauche du Río Grande jusqu'à la côte et va jusqu'à la côte du Texas aux environs de Baffin Bay mais encore une fois, ne trouve aucune trace des Français.
La troisième expédition est lancée en mai 1688, à la suite d'une information indiquant qu'un homme blanc vit avec des indiens dans leur campement au nord du Río Grande. Cette fois il capture un certain Jean Jarry, un vieillard français à moitié nu et donnant des réponses un peu confuses, un déserteur de l'expédition de La Salle.
La quatrième expédition quitte Coahuila y Tejas le 27 mars 1689, avec une troupe de 114 homme, comprenant l'aumônier Damián Massanet, des soldats, des porteurs, des muletiers ainsi que le prisonnier français, Jarry. Le 22 avril De León et son groupe découvrent les ruines de la colonie française de fort Saint-Louis, sur les rives de la Garcitas Creek. Des indiens lui apprennent que cinq hommes vivent avec une tribu voisine et cherchent de la main d'œuvre, Leon envoie un détachement pour les capturer. Après quelques jours ses hommes reviennent avec deux des aventuriers français, Jacques Grollet et Jean L'Archevêque, les autres ont pris la fuite. Il fait construire un presidio, et rentre à Coahuila où il fonde Santiago de la Monclova, le 12 août 1689. De là il envoie les deux français à Mexico, d'où ils seront envoyer en Espagne, il recommande au Vice-roi que des mesures soient prises afin d'interdire la côte aux français. Un ordre royal revient, commandant l'établissement de davantage de presidios et de missions au Texas.
Il meurt le 20 mars 1691. Il fut un bon soldat et l'un des premiers explorateurs du Texas espagnol. On lui doit d'avoir plaidé pour l'établissement de missions au Texas et d'avoir tracé la Old San Antonio Road (ancienne route de San Antonio) lors de ses expéditions.

### Sources
- Spanish Exploration in the Southwest, 1542-1706; Herbert Eugene Bolton, ed., New York; Scribner, 1908; rpt., New York: Barnes and Noble, 1959.
- The French Thorn: Rival Explorers in the Spanish Sea, 1682-1762; Robert S. Weddle, College Station; Texas A&M University Press, 1991.
- Wilderness Manhunt: The Spanish Search for La Salle; Robert S. Weddle, Austin: University of Texas Press, 1973.
- Historia de Nuevo León, con noticias sobre Coahuila, Tamaulipas, Texas y Nuevo México, escrita en el siglo XVII por el Cap. Alonso de León, Juan Bautista Chapa y el Gral. Fernando Sánchez de Zamora. Estudio preliminar y notas de Israel Cavazos Garza. (Biblioteca de Nueva León. 1.) Monterrey, México (Gobierno del Estado de Nuevo León, Centro de Estudios Humanísticos de la Universidad de Nuevo León), 1961.